# Nikesipolis von Pherai
Nikesipolis (altgriechisch Νικησίπολις Nikēsípolis) war eine Ehefrau des Königs Philipp II. von Makedonien und Mutter der Thessalonike († 295 v. Chr.).
Nikesipolis stammte aus Pherai in Thessalien und war vermutlich eine Angehörige der Familie des Tyrannen Jason. Das Datum ihrer Hochzeit mit Philipp II. ist unbekannt, aber der Name ihrer Tochter gibt ein Indiz auf einen militärischen Sieg Philipps II. in Thessalien, worauf die Ehe vielleicht als Ergebnis eines Friedensvertrags geschlossen wurde. Die Geschichtswissenschaft vermutet den Eheschluss daher zwischen die Jahre 350 und 345 v. Chr. und weil Philipp II. zu dieser Zeit bereits mit Olympias verheiratet war, könnte Nikesipolis jene von Plutarch genannte „thessalische Frau“ gewesen sein, welche die Eifersucht der Olympias weckte.